# J.C. Higginbotham
Jack C. Higginbotham, ps. „J.C.”, „Jay”, „Jay C.”, „Higgy” (ur. 11 maja 1906 w Social Circle, zm. 26 maja 1973 w Nowym Jorku) – afroamerykański puzonista jazzowy. Jeden z najlepszych solistów w jazzie bigbandowym, grających na  puzonie.

## Życiorys
Pochodził z wielodzietnej, muzykalnej rodziny – kilkoro jego rodzeństwa grało na instrumentach dętych. Sam początkowo grał na trąbce, aż starsza siostra dała mu puzon, który stał się jego instrumentem koronnym. W wieku dwunastu lat zaczął występować publicznie.
Pracował w rodzinnej restauracji, ale w 1921 rozpoczął współpracę z orkiestrą J. Neala Montgomery’ego w Atlancie, a później grał z pianistą Harveyem Quiggsem. Przez następne kilka lat nie zajmował się muzyką. Przeniósł się z Georgii do Cincinnati, aby podjąć naukę krawiectwa w The Cincy Colored Training School. W rezultacie znalazł zatrudnienie jako mechanik w fabryce General Motors. W 1924 powrócił do muzyki, grając w zespołach Wesa Helveya i Wingiego Carpentera i jednocześnie prowadząc przez pewien czas własny zespół. Później pracował z kilkoma grupami stacjonarnymi i objazdowymi. W 1926 przyjechał do Buffalo, żeby dołączyć do 
Eugene Primus’s Band i przez kilkanaście miesięcy zarobkować w tym mieście.
W 1928 przeniósł się do Nowego Jorku. Przez trzy lata grał w zespole Luisa Russella, będąc jednym z ważnych solistów. Główna postacią w orkiestrze był wówczas Louis Armstrong, któremu towarzyszył w kilku słynnych nagraniach trębacza z tamtego okresu, takich jak I Can’t Give You Everything but Love, Bessie Couldn’t Help It i St. Louis Blues. Jego oryginalny styl gry charakteryzowało odważne, mocne brzmienie i silny atak dźwięku.
W lutym 1930 odbył z muzykami Russella pojedynczą sesję nagraniową, podczas której jako J.C. Higgenbotham and His Six Hicks zarejestrował dwa utwory: Give Me Your Telephone Number i Higgenbotham Blues. W późniejszych latach pracował w czołowych big-bandach swingowych – Fletchera Hendersona, Chicka Webba, Benny’ego Cartera oraz The Mills Blue Rhythm Band (później przejętej przez „Lucky’ego” Millindera), w których również często grał partie solowe. W 1937 powrócił do orkiestry Luisa Russella, która wówczas pełniła jedynie rolę zespołu towarzyszącemu Louisowi Armstrongowi. W 1940 rozpoczął siedmioletnią współpracę z trębaczem „Redem” Allenem, z którym prywatnie połączyła go przyjaźń. Od 1941 do 1944 zajmował pierwsze miejsce w kategorii „Najlepszy puzonista” w głosowaniu czytelników w plebiscycie tygodnika jazzowego „DownBeat”.  Po rozstaniu z Allenem przez dłuższy czas pracował nieregularnie, prawdopodobnie wskutek uzależnienia od alkoholu, z którym borykał się przez całe dorosłe życie.
W latach 50. prowadził kilka własnych, małych zespołów w Bostonie i Cleveland. W 1958 pojawiał się też w cyklicznym programie telewizyjnym „Jazz Party”, nadawanym przez stację WNET. Kilkakrotnie występował w Europie. W latach 60.  regularnie grał w nowojorskim klubie Metropole Cafe, m.in. z „Redem” Allenem. Wtedy i w następnej dekadzie często pojawiał się na najważniejszych festiwalach jazzowych, m.in. Newport. Niestety nałóg alkoholowy ograniczał jego działalność muzyczną.
Zmarł w Harlem Hospital na Manhattanie. Miał 67 lat.

### Małżeństwo, dzieci i bratanica
Był żonaty z Margaret z d. Stratton. Miał z nią dwóch synów: Jaya C. juniora i Henry’ego S.. Jego bratanicą była Irene Higginbotham, kompozytorka, autorka tekstów, twórczyni wielu często wykonywanych bluesów oraz pianistka koncertowa.

## Wybrana dyskografia
- 1930 J.C. Higginbotham and His Six Hicks – Give Me Your Telephone Number/Higginbotham Blues (OKeh)
- 1955 Ridin’ with Red Allen – Featuring J.C. Higginbotham and Albert Nicholas („X” Vault Originals)
- 1957
  - At Newport – Red Allen, Kid Ory & Jack Teagarden with J.C. Higginbotham, Buster Bailey & Cozy Cole (Verve)
  - Cootie & Rex in the Big Challenge (featuring J.C. Higginbotham) (Jazztone)
- 1958
  - Callin' the Blues – Tiny Grimes – J.C. Higginbotham (Prestige)
  - Billy Witherspoon – Goin’ to Kansas City Blues (RCA Victor)
- 1961 The First Annual Prestige Swing Festival, Spring 1961 (Swingville)
- 1966 Higgy Comes Home (Cable Records)

Zestawienie wg dat wydania płyt